# خیزی
خیزی (به لاتین: Xızı) شهری در شهرستان خیزی کشور جمهوری آذربایجان است. جمعیت این شهر بر اساس سرشماری سال ۱۹۸۹ میلادی، ۹۷۸ نفر و بر اساس سرشماری سال ۲۰۲۰ میلادی، ۱۶۰۰ بوده‌است.